# (7302) 1993 CQ
1993 سي كيو (ويعرف أيضًا باسم (7302) 1993 سي كيو وفق تسمية الكوكب الصغير) (بالإنجليزية: 1993 CQ)‏ هو كويكب ضمن حزام الكويكبات؛ وترتيبه 7302 من حيث الاكتشاف.
اكتُشف هذا الجُرم الفلكي بواسطة هيروشي كانيدا في 10 فبراير 1993.

## وصلات خارجية
- (7302) 1993 CQ في قاعدة بيانات مختبر الدفع النفاث لأجرام النظام الشمسي الصغيرة

- الاكتشاف · مخطط المدار ·  العناصر المدارية · المعلمات المادية

- (7302) 1993 CQ على موقع ويكي سكاي: DSS2, SDSS, GALEX, IRAS, Hydrogen α, X-Ray, Astrophoto, Sky Map, Articles and images